# Хикяйе
Хикяйе или халк хикяйеси (тур. halk hikâyesi) — турецкая народная городская повесть. Представляет собой устный текст, впоследствии записанный, и имеющий содержание новеллы и фантастики с фрагментами поэзии. Являлась частью городской культуры.
Ареалом халк хикяйеси считается северо-восток Турции, районы граничащие с Ираном и Азербайджаном. Устное исполнение относится к периоду с XVIII по середину XX века, однако истоки хикяйе старше. Существует два сюжетных типа городской повести. Первый относится к эпосу (например, «Сказание о Кёроглу»), второй — к романтическому типу (sevgi hikâyeleri, севги хикяйелери). 
В романтических повестях ведётся рассказ о жизни ашика (влюбленного) и об обретении им поэтического дара. Романтический тип, в основном, опирается на средневековую персидскую или арабскую традицию. Среди них «Лейли и Маджнун», «Фархад и Ширин». К романтическим повестям также относятся «Эмрах и Сельви» или «Тахир и Зухра», не имеющих предшественников.